# José Leandro Oviedo
José Leandro Oviedo, il cui nome è spesso abbreviato in Leandro Oviedo, è un centro abitato del Paraguay, nel dipartimento di Itapúa. La località forma uno dei 30 distretti in cui è suddiviso il dipartimento.

## Popolazione
Al censimento del 2002 José Leandro Oviedo contava una popolazione urbana di 288 abitanti (4.353  nel distretto), secondo i dati della Dirección General de Estadística, Encuestas y Censos.

## Storia
Conosciuta anticamente con il nome di Salitre Cué, José Leandro Oviedo è sorta attorno ad una segheria e ad una stazione ferroviaria.

## Economia
Le principali attività economiche sono l'agricoltura e l'allevamento. In passato la maggiore attività era lo sfruttamento delle risorse forestali.